# Mehdi Belhaj Kacem
Mehdi Belhaj Kacem (París, 17 de abril de 1973) es un actor, filósofo y escritor francés .

## Biografía
Mehdi Belhaj Kacem nació en París el 17 de abril de 1973. Vivió en Túnez hasta los 13 años. Fue nominado al premio Michel Simon como actor de televisión y obtuvo el premio al Mejor Actor por su papel en la película Salvaje inocencia, de 2001.
Kacem es autor de ensayos y colabora habitualmente con la prensa. En 2014, su libro La transgresión y lo inexistente: Vocabulario filosófico fue traducido al inglés.
En enero de 2022, participó en un evento que reunió a varias personalidades coronascépticas y antivacunas en YouTube, en colaboración con Martine Wonner.

## Filmografía
- 1995:To Have (or not)
- 2001: Wild Innocence, ganador del premio FIPRESCI y del Festival Internacional de Cine de Venecia
- 2007: La Petite souris (cortometraje)

## Novelas
- 1994 : Cancer, Tristram, col. « J'ai lu »/Nouvelle génération n°5153. ISBN 2-290-05153-5.
- 1994 : 1993, Tristram. ISBN 2-907681-08-7.
- 1996 : Vies et morts d'Irène Lepic, Tristram. ISBN 2-907681-09-5.

## Libros
- 1997 : L'Antéforme, Tristram. ISBN 2-207-25511-5.
- 2000 : Esthétique du chaos, Tristram. ISBN 2-907681-50-8.
- 2001 : Society, Tristram. ISBN 2-907681-30-3.
- 2001 : Essence n de l'amour, Fayard/Tristram. ISBN 2-213-61126-2.
- 2002 : Théorie du trickster, avec EvidenZ, Sens et Tonka éditeurs. ISBN 2-84534-050-8.
- 2002 : De la communauté virtuelle, avec EvidenZ, Sens et Tonka éditeurs. ISBN 2-84534-049-4.
- 2002 : La Chute de la démocratie médiatico-parlementaire Sens et Tonka éditeurs. ISBN 2-84534-059-1.
- 2004 : Événement et Répétition, préface d'Alain Badiou, Tristram. ISBN 2-907681-42-7.
- 2004 : L'Affect, Tristram. ISBN 2-907681-46-X.
- 2004 : eXistenZ, Denoël. ISBN 2-907681-51-6.
- 2004 : Pop philosophie, entretiens avec Philippe Nassif, Denoël. ISBN 2-207-25511-5.
- 2006 : La Psychose française, les banlieues : le ban de la République, Gallimard. ISBN 2-07-078065-1.
- 2006 : Incipit « L'Esprit du nihilisme », Ikko. ISBN 2-916011-03-X.
- 2007 : Manifeste antiscolastique, Nous éditions. ISBN 978-2-913549-21-0.
- 2009 : Ironie et vérité, Nous éditions. ISBN 978-2-913549-29-6.
- 2009 : L'esprit du nihilisme, une ontologique de l'Histoire, Fayard. ISBN 978-2-213-63858-4.
- 2010 : Inesthétique et mimésis. Badiou, Lacoue-Labarthe et la question de l'art, Lignes. ISBN 978-2-35526-045-2.
- 2011 : Après Badiou, Grasset. ISBN 978-2-246-78392-3.